# Aeropuerto de Uaxactun
El Aeropuerto de Uaxactun (IATA: UAX) es un aeropuerto pequeño con una pista de aterrizaje de 300 metros en el pueblo de Uaxactun a 300 kilómetros de la Ciudad de Guatemala, Guatemala . 
La tierra alrededor del aeropuerto de Uaxactun es principalmente plana, pero al norte es montañosa.  El punto más alto en la vecindad es 313 metros de altura y 2.1 km al oeste del aeropuerto de Uaxactun.  Hay alrededor de 8 personas por kilómetro cuadrado alrededor del aeropuerto de Uaxactun resultando en una población pequeña.  La ciudad más cercana es Tikal , a 18.8 km al sur del aeropuerto de Uaxactun. El área alrededor del aeropuerto es casi boscosa.
El Tikal VOR-DME (Ident: TIK ) se encuentra a  al sur-suroeste de Uaxactun.